# Dyskografia Ralpha Kaminskiego
Dyskografia Ralpha Kaminskiego składa się z czterech albumów studyjnych oraz 25 singli (w tym 8 jako artysta gościnny).

## Albumy studyjne
| Rok  | Dane dot. albumu | Pozycja na liście | Pozycja na liście | Certyfikat         | Sprzedaż       |
| Rok  | Dane dot. albumu | POL               | POL (Winyl)       | Certyfikat         | Sprzedaż       |
| ---- | --- | ----------------- | ----------------- | ------------------ | -------------- |
| 2016 | Morze - Data: 14 listopada 2016 - Wydawca: Fonobo, Agencja Artystyczna MTJ - Format: CD, winyl, digital download, streaming           | 32                | 9                 | - POL: złota płyta | - POL: 15 000+ |
| 2019 | Młodość - Data: 22 listopada 2019 - Wydawca: Fonobo, Agencja Artystyczna MTJ - Format: CD, winyl, kaseta, digital download, streaming | 16                | 1                 | - POL: złota płyta | - POL: 15 000+ |
| 2021 | Kora - Data: 15 października 2021 - Wydawca: Fonobo, Agencja Artystyczna MTJ - Format: CD, winyl, digital download, streaming         | 5                 | 4                 | - POL: złota płyta | - POL: 15 000+ |
| 2022 | Bal u Rafała - Data: 31 sierpnia 2022 - Wydawca: Fonobo, SMPB - Format: CD, digital download, streaming                               | 2                 | X                 | - POL: złota płyta | - POL: 15 000+ |

## Single

### Jako główny artysta
| Rok | Tytuł                                                                                    | Najwyższe pozycje na listach | Najwyższe pozycje na listach | Najwyższe pozycje na listach | Najwyższe pozycje na listach | Najwyższe pozycje na listach | Najwyższe pozycje na listach | Najwyższe pozycje na listach | Najwyższe pozycje na listach | Certyfikat              | Sprzedaż        | Album                                    |
| Rok | Tytuł                                                                                    | LP3                          | POL                          | POL                          | POL                          | POL                          | POL                          | FIN                          | IRL                          | Certyfikat              | Sprzedaż        | Album                                    |
| Rok | Tytuł                                                                                    | LP3                          | Apple Music                  | Deezer                       | iTunes                       | Spotify                      | Spotify Viral                | iTunes                       | iTunes                       | Certyfikat              | Sprzedaż        | Album                                    |
| --- | ---------------------------------------------------------------------------------------- | ---------------------------- | ---------------------------- | ---------------------------- | ---------------------------- | ---------------------------- | ---------------------------- | ---------------------------- | ---------------------------- | ----------------------- | --------------- | ---------------------------------------- |
| 2015 | „Zawsze”                                                                                 | –                            | –                            | –                            | 115                          | –                            | 44                           | –                            | –                            | - POL: złota płyta      | - POL: 10 000+  | Morze                                    |
| 2016 | „Podobno”                                                                                | –                            | –                            | –                            | –                            | –                            | 32                           | –                            | –                            | - POL: złota płyta      | - POL: 10 000+  | Morze                                    |
| 2016 | „Meybick Song”                                                                           | –                            | –                            | –                            | 76                           | –                            | –                            | –                            | –                            | brak                    |                 | Morze                                    |
| 2017 | „Lights”                                                                                 | –                            | –                            | –                            | 62                           | –                            | –                            | –                            | –                            | brak                    |                 | Morze                                    |
| 2019 | „Morze (Live)”                                                                           | –                            | –                            | –                            | –                            | –                            | –                            | –                            | –                            | brak                    |                 | Morze                                    |
| 2019 | „Kosmiczne energie”                                                                      | 11                           | 68                           | 56                           | 38                           | 124                          | –                            | –                            | –                            | - POL: złota płyta      | - POL: 10 000+  | Młodość                                  |
| 2019 | „Wszystkiego najlepszego”                                                                | 24                           | –                            | –                            | 37                           | –                            | –                            | –                            | –                            | brak                    |                 | Młodość                                  |
| 2020 | „Blask” (oraz Kacperczyk)                                                                | X                            | 88                           | –                            | –                            | –                            | –                            | –                            | –                            | brak                    |                 | Sztuki piękne                            |
| 2020 | „Nim przyjdzie wiosna”                                                                   | X                            | –                            | –                            | –                            | –                            | –                            | –                            | –                            | brak                    |                 | Młodość                                  |
| 2020 | „Autobusy”                                                                               | X                            | –                            | –                            | 53                           | –                            | –                            | –                            | –                            | - POL: złota płyta      | - POL: 25 000+  | Młodość                                  |
| 2020 | „2009”                                                                                   | X                            | 100                          | –                            | –                            | 195                          | 100                          | –                            | –                            | - POL: złota płyta      | - POL: 25 000+  | Młodość                                  |
| 2021 | „Przypływy” (oraz Natalia Szroeder)                                                      | X                            | 23                           | 10                           | 2                            | 59                           | –                            | –                            | –                            | - POL: platynowa płyta  | - POL: 50 000+  | Pogłos                                   |
| 2021 | „Pięć minut łez”                                                                         | X                            | 80                           | –                            | 15                           | –                            | –                            | –                            | –                            | brak                    |                 | Moje wspaniałe życie (ścieżka dźwiękowa) |
| 2021 | „Biegnij razem ze mną”                                                                   | X                            | –                            | –                            | –                            | –                            | –                            | –                            | –                            | brak                    |                 | Kora                                     |
| 2021 | „Imperium” (oraz Miuosh i Zespół Pieśni i Tańca „Śląsk”)                                 | X                            | 31                           | –                            | 18                           | –                            | –                            | –                            | –                            | brak                    |                 | Pieśni współczesne                       |
| 2021 | „Pożegnanie z morzem”                                                                    | X                            | 90                           | –                            | –                            | –                            | –                            | –                            | –                            | brak                    |                 | –                                        |
| 2022 | „Bal u Rafała”                                                                           | X                            | 81                           | 57                           | 8                            | –                            | 96                           | 28                           | 68                           | - POL: złota płyta      | - POL: 25 000+  | Bal u Rafała                             |
| 2022 | „Duchy”                                                                                  | X                            | –                            | 95                           | –                            | –                            | –                            | –                            | –                            | brak                    |                 | Bal u Rafała                             |
| 2022 | „Krystyna”                                                                               | X                            | –                            | –                            | –                            | –                            | –                            | –                            | –                            | brak                    |                 | Bal u Rafała                             |
| 2022 | „Planeta i ja”                                                                           | X                            | –                            | –                            | –                            | –                            | –                            | –                            | –                            | brak                    |                 | Bal u Rafała                             |
| 2023 | „Całkiem nowa bajka” (oraz Ralph Kaminski, Brodka, Artur Rojek, Igo, Bedoes 2115, Sokół) | X                            | –                            | –                            | –                            | –                            | –                            | –                            | –                            | - POL: diamentowa płyta | - POL: 250 000+ | Akademia Pana Kleksa (ścieżka dźwiękowa) |
| 2025 | „Nie ma jak pompa” (oraz Maryla Rodowicz)                                                | –                            | –                            | –                            | –                            | –                            | –                            | –                            | –                            |                         |                 | Niech żyje bal                           |
| „–” oznacza, że singel nie był notowany na danej liście. „X” oznacza, że lista przebojów nie istniała w danym okresie. |                                                                                          |                              |                              |                              |                              |                              |                              |                              |                              |                         |                 |                                          |

### Jako artysta gościnny
| Rok                                                      | Tytuł                                                                          | Najwyższe pozycje na listach | Najwyższe pozycje na listach | Najwyższe pozycje na listach | Najwyższe pozycje na listach | Najwyższe pozycje na listach | Najwyższe pozycje na listach | Certyfikat             | Album                                  |
| Rok                                                      | Tytuł                                                                          | POL                          | POL                          | POL                          | SWE                          | TUR                          | SLiP                         | Certyfikat             | Album                                  |
| Rok                                                      | Tytuł                                                                          | iTunes                       | Spotify                      | Spotify Viral                | iTunes                       | Spotify Viral                | SLiP                         | Certyfikat             | Album                                  |
| -------------------------------------------------------- | ------------------------------------------------------------------------------ | ---------------------------- | ---------------------------- | ---------------------------- | ---------------------------- | ---------------------------- | ---------------------------- | ---------------------- | -------------------------------------- |
| 2016                                                     | „Lights” (Fdvm Remix, MaJLo, gościnnie: Ralph Kaminski)                        | 62                           | –                            | –                            | 149                          | 9                            | –                            | brak                   | –                                      |
| 2017                                                     | „Imiona Tajfunów” (Patrick the Pan, gościnnie: Ralph Kaminski)                 | –                            | –                            | –                            | –                            | –                            | –                            | brak                   | Trzy.Zero                              |
| 2018                                                     | „Najlepsze najgorsze wakacje” (Holak, gościnnie: Ralph Kaminski)               | 31                           | –                            | 11                           | –                            | –                            | –                            | brak                   | Dożyłem 25 lat i nie będę nic zmieniał |
| 2019                                                     | „Czy ty słyszysz mnie?” (Daria Zawiałow, gościnnie: Ralph Kaminski i Schafter) | 14                           | 35                           | –                            | –                            | –                            | –                            | - POL: platynowa płyta | Helsinki (Special Edition)             |
| 2020                                                     | „Wodymidaj (Akustycznie)” (Kwiat Jabłoni, gościnnie: Ralph Kaminski)           | 19                           | –                            | –                            | –                            | –                            | –                            | - POL: platynowa płyta | Niemożliwe                             |
| 2020                                                     | „Maria Is Not Alive” (Dawid Majewski, gościnnie: Ralph Kaminski)               | –                            | –                            | –                            | –                            | –                            | –                            |                        | –                                      |
| 2021                                                     | „Sto lat (Live)” (Natalia Przybysz, gościnnie: Ralph Kaminski)                 | 31                           | –                            | –                            | –                            | –                            | –                            |                        | –                                      |
| 2021                                                     | „Kosmiczne energie – live” (Dawid Podsiadło, gościnnie: Ralph Kaminski)        |                              |                              |                              |                              |                              |                              | - ZPAV: złota płyta    | Leśna muzyka                           |
| 2022                                                     | „Aniołowie upadli” (Ørganek, gościnnie: Ralph Kaminski)                        | –                            | –                            | –                            | –                            | –                            | –                            |                        | Ocali nas miłość                       |
| „–” oznacza, że singel nie był notowany na danej liście. |                                                                                |                              |                              |                              |                              |                              |                              |                        |                                        |

## Inne notowane utwory
| Rok                                                      | Tytuł                                         | Najwyższe pozycje na listach | Najwyższe pozycje na listach | Najwyższe pozycje na listach | Najwyższe pozycje na listach | Najwyższe pozycje na listach | Album        |
| Rok                                                      | Tytuł                                         | POL                          | POL                          | POL                          | POL                          | POL                          | Album        |
| Rok                                                      | Tytuł                                         | Apple Music                  | Deezer                       | iTunes                       | Spotify                      | Spotify Viral                | Album        |
| -------------------------------------------------------- | --------------------------------------------- | ---------------------------- | ---------------------------- | ---------------------------- | ---------------------------- | ---------------------------- | ------------ |
| 2016                                                     | „Mój Hymn o Warszawie”                        | –                            | –                            | 84                           | –                            | –                            | Morze        |
| 2016                                                     | „I znów”                                      | –                            | –                            | –                            | –                            | 25                           | Morze        |
| 2021                                                     | „Wieje piaskiem od strony wojny”              | 140                          | 95                           | –                            | –                            | –                            | Kora         |
| 2021                                                     | „Bez Ciebie umieram”                          | 144                          | 97                           | –                            | –                            | –                            | Kora         |
| 2021                                                     | „Po prostu bądź”                              | 61                           | 50                           | 22                           | 142                          | 26                           | Kora         |
| 2021                                                     | „Zabawa w chowanego”                          | –                            | 98                           | –                            | –                            | –                            | Kora         |
| 2022                                                     | „Uwertura bal” (gościnnie: Piotr Fronczewski) | 136                          | 93                           | –                            | –                            | –                            | Bal u Rafała |
| 2022                                                     | „Małe serce”                                  | –                            | 78                           | –                            | –                            | –                            | Bal u Rafała |
| 2022                                                     | „Pies”                                        | 106                          | –                            | –                            | –                            | –                            | Bal u Rafała |
| „–” oznacza, że singel nie był notowany na danej liście. |                                               |                              |                              |                              |                              |                              |              |

## Występy gościnne
| Rok  | Wykonawca, album | Utwór                     | Najwyższe pozycje na listach | Najwyższe pozycje na listach | Najwyższe pozycje na listach | Najwyższe pozycje na listach | Najwyższe pozycje na listach | Najwyższe pozycje na listach | Źr.    |
| Rok  | Wykonawca, album | Utwór                     | POL                          | POL                          | POL                          | POL                          | POL                          | LP3                          | Źr.    |
| Rok  | Wykonawca, album | Utwór                     | Apple Music                  | Deezer                       | iTunes                       | Spotify                      | Spotify Viral                | LP3                          | Źr.    |
| ---- | --- | ------------------------- | ---------------------------- | ---------------------------- | ---------------------------- | ---------------------------- | ---------------------------- | ---------------------------- | ------ |
| 2017 | Anita Lipnicka – Miód i dym                                                                                            | „Tęczowa”                 | –                            | –                            | –                            | –                            | 11                           | –                            | [ 43 ] |
| 2018 | Flirtini – Heartbreaks & Promises vol. 4                                                                               | „Melancholia”             | –                            | –                            | –                            | –                            | 11                           | –                            | [ 44 ] |
| 2019 | Coma – Sen o siedmiu szklankach                                                                                        | „Pożegnanie z bajką”      | –                            | –                            | –                            | –                            | –                            | 14                           | [ 45 ] |
| 2020 | Kacperczyk – Sztuki piękne                                                                                             | „Blask”                   | 88                           | –                            | –                            | –                            | –                            | X                            | [ 46 ] |
| 2020 | Quebonafide – Romantic Psycho                                                                                          | „Towszystkobyłodlaciebie” | 17                           | 22                           | 15                           | 14                           | –                            | X                            | [ 47 ] |
|      | „–” oznacza, że singel nie był notowany na danej liście. „X” oznacza, że lista przebojów nie istniała w danym okresie. |                           |                              |                              |                              |                              |                              |                              |        |

## Teledyski
| Rok      | Tytuł                                   | Reżyseria                    | Źródło |
| -------- | --------------------------------------- | ---------------------------- | ------ |
| 2016     | „Meybick Song”                          | Karol Łakomiec               | [ 48 ] |
| 2016     | „Zawsze”                                | Karol Łakomiec               | [ 49 ] |
| 2016     | „Podobno”                               | Karol Łakomiec               | [ 50 ] |
| 2017     | „Lato bez Ciebie”                       | Karol Łakomiec               | [ 51 ] |
| 2017     | „Morze”                                 | Ralph Kaminski               | [ 52 ] |
| 2019     | „Kosmiczne energie”                     | Ralph Kaminski               | [ 53 ] |
| 2019     | „Wszystkiego najlepszego”               | Ralph Kaminski               | [ 54 ] |
| 2020     | „Autobusy”                              | Ralph Kaminski               | [ 55 ] |
| 2020     | „2009”                                  | Ralph Kaminski               | [ 56 ] |
| 2021     | „Przypływy”                             | Adam Romanowski              | [ 57 ] |
| 2021     | „Pięć minut łez”                        | Łukasz Grzegorzek            | [ 58 ] |
| 2021     | „Biegnij razem ze mną”                  | Tomasz Motarski              | [ 59 ] |
| 2021     | „Tata”                                  | Ralph Kaminski               | [ 60 ] |
| 2021     | „Po prostu bądź”                        | Dawid Grzelak                | [ 61 ] |
| Gościnne |                                         |                              |        |
| 2015     | MaJLo – „Lights”                        | Highstory Studio             | [ 62 ] |
| 2018     | Patrick the Pan – „Imiona Tajfunów”     | Natan Berkowicz              | [ 63 ] |
| 2019     | Daria Zawiałow – „Czy ty słyszysz mnie” | Krzysztof Grajper            | [ 64 ] |
| 2019     | Coma – „Pożegnanie z bajką”             | Iwona Bielecka               | [ 45 ] |
| 2020     | Kacperczyk – „Blask”                    | Kacperczyk                   | [ 65 ] |
| 2020     | Kwiat Jabłoni – Wodymidaj (akustycznie) | Krzysztof Ptak, Mariusz Gill | [ 66 ] |